# Mikaels församling, Åbo
Mikaels församling (finska: Mikaelinseurakunta) är en evangelisk-luthersk församling i Åbo i Finland. Församlingen hör till Åbo ärkestift och Åbo domprosteri. Kyrkoherde i församlingen är Jouni Lehikoinen. I slutet av 2021 hade Mikaelsförsamlingen cirka 20 420 medlemmar. Församlingens verksamhet sker i huvudsakligen på finska.
Mikaels församling är en del av Åbo och S:t Karins kyrkliga samfällighet. Församlingens huvudkyrka är Mikaelskyrkan. Mikaelsförsamlingen grundades år 1921 när Åbo domkyrkoförsamling delades i mindre församlingar.